# 黃安戰鬥
黃安戰鬥發生於1931年5月28日－1931年6月7日，地點則是在中國鄂東（黃安县今红安县一带）。是國共內戰前期主要戰鬥之一。該戰鬥交戰一方為中華民國國民革命軍，另一方則為中國共產黨所領導之中國工農紅軍。